# Кулик (река)
Кулик — река в Томской области России, левый приток Ломовки. Устье реки находится в 10 км от устья Ломовки по левому берегу. Протяжённость реки 10 км. Высота устья — 117 м.

## Данные водного реестра
По данным государственного водного реестра России относится к Верхнеобскому бассейновому округу, водохозяйственный участок реки — Чулым от водомерного поста села Зырянское до устья, речной подбассейн реки — Чулым. Речной бассейн реки — (Верхняя) Обь до впадения Иртыша.
Код водного объекта — 13010400312115200022114.